# Marija Stojanova
Marija Georgieva Stojanova (in bulgaro Мария Георгиева Стоянова?; 19 luglio 1947) è un'ex cestista bulgara.

## Carriera
Con la Bulgaria ha disputato i Giochi olimpici di Montréal 1976 e tre edizioni dei Campionati europei (1972, 1976, 1978).